# Protestos pela revogação do novo ensino médio
Os protestos pela revogação do novo ensino médio ocorreram no dia 15 de março de 2023 em 56 cidades do Brasil. O novo formato para o ensino médio se tornou obrigatório no ano anterior e tem sido alvo de muitas críticas, principalmente em relação à redução da carga horária de disciplinas tradicionais. Os manifestantes, em sua maioria estudantes secundaristas, pediam ao Governo Lula a revogação do modelo atual, enquanto o ministro da Educação, Camilo Santana, admitia apenas que era necessário fazer "ajustes".
Os estudantes alegavam que a redução das aulas de disciplinas regulares sucateou ainda mais o ensino e pediam o retorno das disciplinas tradicionais. A implementação do novo modelo tem sido alvo de muitas críticas desde sua aprovação em 2017 pelo governo Michel Temer. Os estudantes alegaram ainda que as aulas optativas dentro das grandes áreas do conhecimento ''não ensinam nada'' e só tomam o tempo de aprendizado das disciplinas tradicionais.
A Reforma do Ensino Médio, aprovada em 2017 sem consulta aos educadores e estudantes, acabou gerando protestos e greves, entre elas a Mobilização estudantil no Brasil em 2016.